# Golden Fishery
Golden Fishery (hangul : 황금어 장; hanja : 黄金 渔 场) est un débat télévisé sud-coréen diffusé sur MBC le 7 juillet 2006.

## Liste des segments

### True Story Theatre
Le segment True Story Theatre (실화 극장) était le segment principal de l'émission qui a été diffusée pour la toute première fois le 7 juillet 2006. Il a d'abord été présenté par les présentateurs principaux Kang Ho-dong et Jung Sun-hee en compagnie des panélistes principaux Shin Jung-hwan, , Kim Hye-sung et Im Chae-moo. Un changement parmi les panélistes principaux s'impose et on voit apparaître des panélistes réguliers tels que Kim Sung-joo, Ock Joo-hyun, Andy Lee, Lee Ji-hoon et Yoo Se-yoon. Le segment devait à l'origine être prévue pour présenter des sketches qui ont agi sur des problèmes des gens postés sur leur page d'accueil. 
Ce segment a commencé à disparaître en décembre 2006 en raison de la notoriété du segment The Knee-Drop Guru et disparaît complètement le 27 mars 2007, remplacé par le segment, The Knee-Drop Guru. 

### The Knee-Drop Guru
Le segment The Knee-Drop Guru (무릎 팍 도사) n'était qu'au début qu'un programme spécial pour la célébration du Nouvel An qui a été commencé à être diffusé le 3 janvier 2007. 
Il est devenu segment très diffusé pendant le mois de février grâce à sa notoriété. 
Selon le thème, les célébrités rendent visite au « Knee Guru » pour discuter de leurs problèmes et de demander des conseils à lui. Le talk-show est connu pour ses invités célèbres ou controversées.  Certaines des célébrités, même volontaires apparaissent dans l'émission afin de clarifier les rumeurs sur elles-mêmes. Le segment propose une variété de personnalités culturelles et politiques. L'émission fait appel à de nombreux téléspectateurs en raison de questions et commentaires sévères, insensibles et honnêtes du présentateur. 
Les membres de The Knee-Drop Guru étaient : 
- Le « Knee Guru » incarné par le comédien Kang Ho-dong est à l'écoute des problèmes des célébrités et les résout. Son nom indique qu'il sait tout avant que les personnalités s'agenouillent devant lui. Cependant, il attaque en fait les invités avec des questions difficiles et conduit les invités à parler de beaucoup de choses inconnues sur eux-mêmes.

- Le « Rude Guru » incarné par Yoo Se-yoon est l'assistant de Kang Ho-dong. Son travail consiste à présenter les profils des personnalités et faire des commentaires insensibles. Il est connu pour amplifier volontairement les controverses des invités et d'être simplement « grossier ».

- Le « Boy Band » incarné par All Lies Band n'est un membre original du segment The Knee-Drop Guru mais cependant, les rares commentaires qu'il a fait ont été jugés si sage et hilarant qu'il a fini par faire partie l'un des trois porteurs de l'émission.

Le segment a pris fin le 12 octobre 2011 en raison de la retraite temporaire de Kang Ho-dong. 

### Radio Star
Le segment Radio Star (라디오 스타) était le deuxième segment de l'émission. Il est présenté par Kim Gu-ra, Yoon Jong-shin, Kim Kook-jin et Kyuhyun. Ils appellent leur émission, une musique de talk-show de haute qualité car il se concentre sur l'aspect de la comédie plutôt que l'aspect de la musique. Initialement composée de Kim Gu-ra, Yoon Jong-shin et Shin Jung-hwan, Shindong a été ajouté en tant que DJ jusqu'à ce qu'il soit remplacé par Kim Kook-jin. En 2011, Shin Jung-hwan a été remplacé par Heechul des Super Junior, après avoir été impliqué pour des jeux illégaux à l'étranger. En septembre 2011, Kim Heechul est finalement remplacé par Kyuhyun pour faire son service militaire obligatoire.
Le segment est devenu l'unique segment principal de l'émission à la suite de l'annulation du segment, The Knee-Drop Guru le 12 octobre 2011. En novembre 2011, le comédien Yoo Se-yoon a été recruté en tant que cinquième DJ du segment.
En avril 2012, le comédien Kim Gu-ra quitte le programme à la suite de la controverse sur un clip audio d'une émission de radio datant de 2002 où il compare les femmes de réconfort qui sont forcées à l'esclavage sexuel par le Japon impérial à des prostituées.

## Animateurs
- Kim Heechul (Segment, Radio Star)
- Shin Jung-hwan (Segments, True Story Theatre, Radio Star)
- Jung Sun-hee (Segment, True Story Theatre)
- Lee Ji-hoon (Segment, True Story Theatre)
- Im Chae-moo (Segment, True Story Theatre)
- Kim Hye-seong (Segment, True Story Theatre)
- Andy (Segment, True Story Theatre)
- Ock Joo-hyun (Segment, True Story Theatre)
- Kim Sung-joo (Segment, True Story Theatre)
- Kim Jung-min (Segment, True Story Theatre, The Knee-Drop Guru)
- Shindong (Segment, Radio Star)
- Sam Hammington (Segments, The Knee-Drop Guru, Radio Star)
- Kim Jong-wook (Segment, Radio Star)
- Tak Jae-hoon (Segment, Radio Star)
- Kim Tae-won (Segment, Radio Star)
- Tony An (Segment, Radio Star)
- Moon Hee-joon (Segment, Radio Star)
- Yoo Se-yoon (Segments, The Knee-Drop Guru, Radio Star)
- Hwang Kwang-hee (Segment, The Knee-Drop Guru)
- Lee Soo-geun (Segment, The Knee-Drop Guru)
- Woo Seung-min (All Lies Band) (Segment, The Knee-Drop Guru)
- Kang Ho-dong (Segments, True Story Theatre, The Knee-Drop Guru)